# ガラン島
ガラン島（インドネシア語: Pulau Galang）はインドネシア、リアウ諸島のバタム島から40km南東に存在する島。面積は80km2程である。バタム島との間にはレンパン島があり、それぞれの間の水路は狭く浅い。リアウ諸島周辺のうちバタム島、レンパン島、ガラン島の周辺の島々はまとめてバレラン島群と呼ばれている。
最も近い都市はビンタン島のタンジュン・ピナンでボートで30分程度の距離となっている。バレラン橋でレンパン島やバタム島と接続されている。
1979年から1996年の間、ガラン難民キャンプを運営するために国際連合難民高等弁務官事務所（UNHCR）の事務局が設立された。多くのベトナム人ボートピープルや難民申請者が難民状態の確定とその後の米豪欧などへの再定住までの間一時的にガランキャンプに収容された。多くのベトナム人が新たな再定住先からガランを訪れに戻っている。
ガラン島は旧難民地区も含めバタム工業開発公社（Batam Industrial Development Authority、BIDA）が運営している。1992年、インドネシア大統領令28/1992号によって、バタム工業開発公社の作業範囲がバタム島からレンパン島とガラン島とその周辺諸島に拡大された。バタム工業開発公社はバタム近郊の島の開発のために6つの橋を1998年1月25日に建設開始した。これによりバタム島、トントン島、ニパー島、セトコ島、レンパン島、ガラン島、ガラン・バル島が橋で結ばれた。

## 註
1. ↑  Bida Website